# آفریسکی
آفریسکی (انگلیسی: Afriski) یک پیست اسکی در لسوتو است که در رشته‌کوه‌های مالوتی در ارتفاع ۳۲۲۲ متری واقع شده‌است.